# جورج آدامز (لاعب كرة قدم)
جورج آدامز (بالإنجليزية: George Adams)‏ (28 سبتمبر 1947 في المملكة المتحدة - ) هو لاعب كرة قدم بريطاني في مركز الوسط. لعب مع تشيلسي ونادي بيتربورو يونايتد.